# Villanueva de la Vera
Villanueva de la Vera es un municipio y localidad española de la provincia de Cáceres, en la comunidad autónoma de Extremadura. El término municipal, ubicado en la parte oriental de La Vera, en la vertiente sur de la sierra de Gredos, tiene una población de 2110 habitantes (INE 2024).

## Símbolos
El escudo heráldico que representa al municipio fue aprobado oficialmente el 11 de julio de 2001 con el siguiente blasón:

En campo de gules. Una villa de oro cantonada de cuatro estrellas de plata. Al timbre, Corona Real cerrada.
Diario Oficial de Extremadura n.º 85 de 24 de julio de 2001

La descripción textual de la bandera, aprobada oficialmente el 12 de febrero de 2003, es la siguiente:

'Bandera rectangular de proporción 2:3, formada por un paño de color rojo, cargado con el escudo municipal al centro.
Diario Oficial de Extremadura n.º 24 de 25 de febrero de 2003

## Geografía

### Localización
Dentro de la provincia de Cáceres, limita al oeste con Valverde de la Vera, al este con Madrigal de la Vera, al sur con los municipios, recientemente segregados de Talayuela, de Tiétar y Pueblonuevo de Miramontes, y con las pedanías de Talayuela conocidas como La Barquilla y Barquilla de Pinares. Al sureste, limita con Oropesa, perteneciente a la provincia de Toledo, y al norte, dentro de la provincia de Ávila, limita con Navalonguilla y Bohoyo.
El término municipal de Villanueva de la Vera tiene una extensión de 132 km². La mayor altitud es de 2266 m, en Casquero de Peones (en el límite con Navalonguilla) y la cota más baja es de 260 m en el río Tiétar. Por tanto en desnivel que encontramos en el término municipal es de 2006 m. La localidad está situada a una altitud de 497 m sobre el nivel del mar.

### Clima
Villanueva de la Vera tiene un clima mediterráneo Csa (templado con verano seco y caluroso) según la clasificación climática de Köppen. La precipitación anual es abundante pero se da un agudo periodo seco durante el verano.
| Parámetros climáticos promedio de Villanueva de la Vera en el periodo 1980-2000 | Parámetros climáticos promedio de Villanueva de la Vera en el periodo 1980-2000 | Parámetros climáticos promedio de Villanueva de la Vera en el periodo 1980-2000 | Parámetros climáticos promedio de Villanueva de la Vera en el periodo 1980-2000 | Parámetros climáticos promedio de Villanueva de la Vera en el periodo 1980-2000 | Parámetros climáticos promedio de Villanueva de la Vera en el periodo 1980-2000 | Parámetros climáticos promedio de Villanueva de la Vera en el periodo 1980-2000 | Parámetros climáticos promedio de Villanueva de la Vera en el periodo 1980-2000 | Parámetros climáticos promedio de Villanueva de la Vera en el periodo 1980-2000 | Parámetros climáticos promedio de Villanueva de la Vera en el periodo 1980-2000 | Parámetros climáticos promedio de Villanueva de la Vera en el periodo 1980-2000 | Parámetros climáticos promedio de Villanueva de la Vera en el periodo 1980-2000 | Parámetros climáticos promedio de Villanueva de la Vera en el periodo 1980-2000 | Parámetros climáticos promedio de Villanueva de la Vera en el periodo 1980-2000 |
| Mes | Ene.                                                                            | Feb.                                                                            | Mar.                                                                            | Abr.                                                                            | May.                                                                            | Jun.                                                                            | Jul.                                                                            | Ago.                                                                            | Sep.                                                                            | Oct.                                                                            | Nov.                                                                            | Dic.                                                                            | Anual                                                                           |
| --- | ------------------------------------------------------------------------------- | ------------------------------------------------------------------------------- | ------------------------------------------------------------------------------- | ------------------------------------------------------------------------------- | ------------------------------------------------------------------------------- | ------------------------------------------------------------------------------- | ------------------------------------------------------------------------------- | ------------------------------------------------------------------------------- | ------------------------------------------------------------------------------- | ------------------------------------------------------------------------------- | ------------------------------------------------------------------------------- | ------------------------------------------------------------------------------- | ------------------------------------------------------------------------------- |
| Temp. media (°C) | 8.20                                                                            | 10.20                                                                           | 13.50                                                                           | 14.50                                                                           | 17.90                                                                           | 22.70                                                                           | 26.90                                                                           | 26.30                                                                           | 22.50                                                                           | 16.80                                                                           | 12.00                                                                           | 9.00                                                                            | 16.70                                                                           |
| Precipitación total (mm) | 162.80                                                                          | 97.80                                                                           | 67.10                                                                           | 120.50                                                                          | 111.90                                                                          | 37.40                                                                           | 12.90                                                                           | 8.60                                                                            | 61.40                                                                           | 162.60                                                                          | 196.30                                                                          | 202.40                                                                          | 1241.80                                                                         |
| Fuente: Ministerio de Agricultura, Alimentación y Medio Ambiente. Datos de precipitación para el periodo 1980-2000 y de temperatura para el periodo 1980-1999 en Villanueva de la Vera 3 de octubre de 2012 |                                                                                 |                                                                                 |                                                                                 |                                                                                 |                                                                                 |                                                                                 |                                                                                 |                                                                                 |                                                                                 |                                                                                 |                                                                                 |                                                                                 |                                                                                 |

## Naturaleza
Como el resto de pueblos de la mancomunidad, forma parte de la vertiente sur de la sierra de Gredos, situada a escasa distancia del parque regional de Sierra de Gredos, y es conocida por sus gargantas y belleza natural.

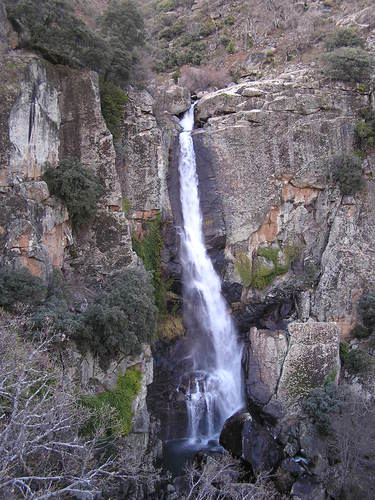
Chorro de la Ventera

Dentro del término municipal hay numerosos arroyos y gargantas. Las dos principales, Gualtaminos y Minchones, que desembocan en el río Tiétar, tienen pozas que sirven como piscinas naturales, y algunos saltos de agua realmente espectaculares, como la cascada del Diablo (en la garganta Gualtaminos), y el chorro de la Ventera (en la garganta de la Ventosa, que es afluente de la garganta Minchones).

## Historia
El origen de la población tuvo lugar durante el período de la repoblación iniciado a finales del siglo XII y principios del siglo XIII, formándose cuatro aldeas: Mesa, Curuela, Salobral y San Antón. Estas dependían política y administrativamente de Plasencia hasta finales del siglo XIII, en que Sancho IV cede las aldeas, junto con otras, al canciller de la Reina, Nuño Pérez de Monroy. Posteriormente, la propiedad irá pasará a su hermano, Fernando, y después a sus herederos hasta que en el siglo XV pasan a manos de los Condes de Nieva, Diego López de Zúñiga y Leonor Niño de Portugal. Bajo este señorío las aldeas se juntan con el nombre de Villanueva y en 1643 compra su independencia al señorío de Valverde, pagando al Conde de Nieva 3600 ducados.
A la caída del Antiguo Régimen la localidad se constituyó en municipio constitucional, conocido entonces como Villanueva de Vera, en la región de Extremadura, que desde 1834 quedó integrado en partido judicial de Jarandilla, que en el censo de 1842 contaba con 440 hogares y 2410 vecinos.

## Demografía
Villanueva de la Vera cuenta con una población de 2110 habitantes (INE 2024).
| Gráfica de evolución demográfica de Villanueva de la Vera entre 1842 y 2021                                         |
| |
| Población de derecho según los censos de población del INE Población de hecho según los censos de población del INE |

## Administración y política

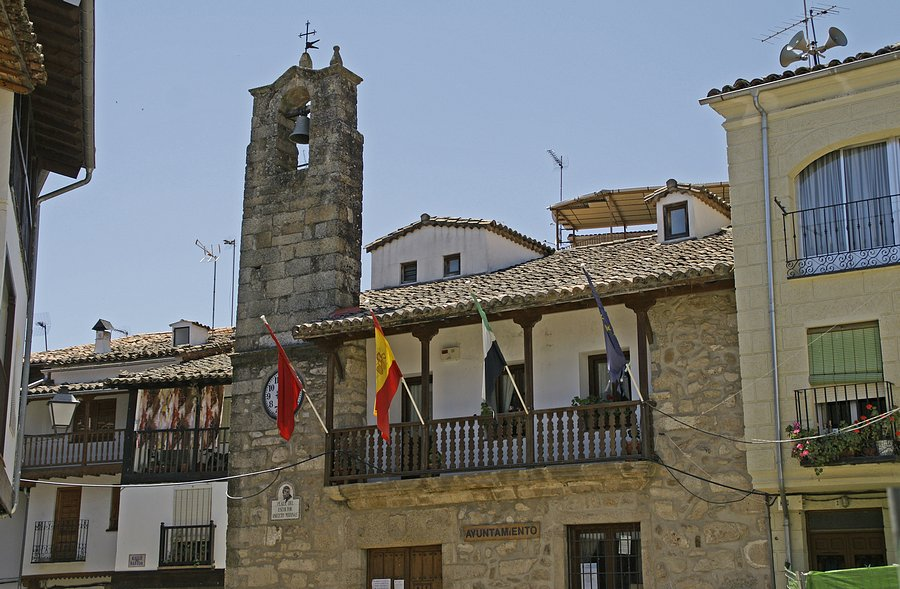
Casa consistorial de Villanueva de la Vera.

En la siguiente tabla se muestran los votos en las elecciones municipales de Villanueva de la Vera, con el número de concejales entre paréntesis, en las elecciones municipales desde 2003:
| Año  | Candidaturas  | Candidaturas            | Candidaturas       | Candidaturas           |
| ---- | ------------- | ----------------------- | ------------------ | ---------------------- |
| 2003 | PSOE: 712 (5) | PP: 423 (3)             | AIVV: 125 (1)      |                        |
| 2007 | PSOE: 741 (7) | PP-EU: 416 (4)          | PREX-CREX: 85 (0)  |                        |
| 2011 | PSOE: 633 (6) | PP-EU: 335 (3)          | ICV-ECOLO: 285 (2) |                        |
| 2015 | PSOE: 681 (7) | Por Villanueva: 241 (2) | PP: 172 (1)        | eX: 176 (1)            |
| 2019 | PSOE: 734 (7) | Podemos-IU: 293 (3)     | PP: 139 (1)        |                        |
| 2023 | PSOE: 605 (7) | SPV: 425 (4)            | PP: 72 (0)         | Unidas Podemos: 79 (0) |

| Periodo   | Nombre                    | Partido |
| --------- | ------------------------- | ------- |
| 1979-1983 | Gonzalo Marcos            | AE      |
| 1983-1987 | ¿?                        | APVV    |
| 1987-1991 | Félix Pérez González      | CDS     |
| 1991-1995 | Antonio Caperote          | PSOE    |
| 1995-1999 | Antonio Caperote          | PSOE    |
| 1999-2003 | José A. Rodríguez         | PSOE    |
| 2003-2007 | José A. Rodríguez         | PSOE    |
| 2007-2011 | José A. Rodríguez         | PSOE    |
| 2011-2015 | José A. Rodríguez         | PSOE    |
| 2015-2019 | Antonio Caperote          | PSOE    |
| 2019-2023 | Antonio Caperote          | PSOE    |
| 2023-act. | Daniel González Morcuende | PSOE    |

## Comunicaciones

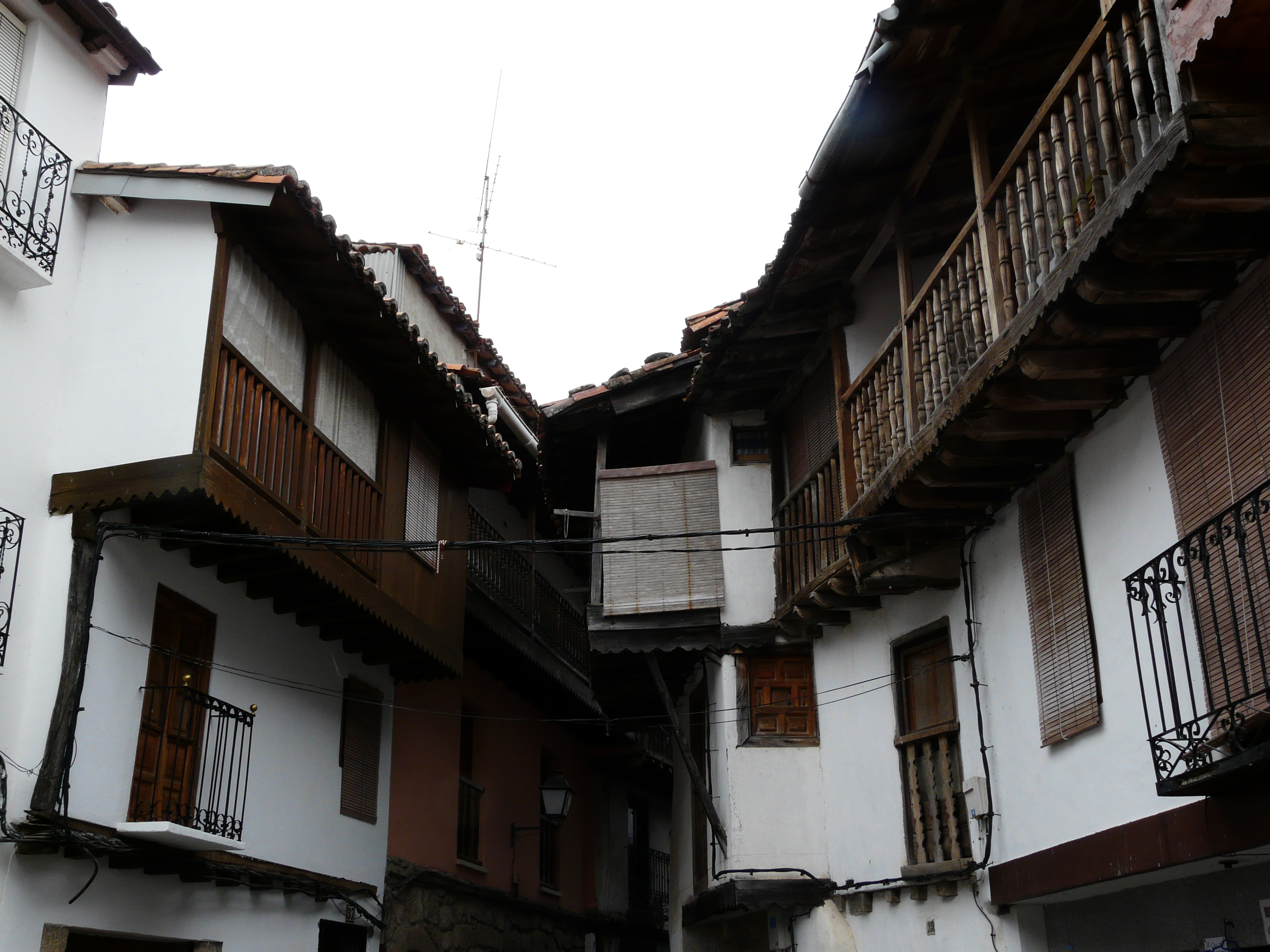
Arquitectura tradicional en el casco antiguo de la villa.

La villa está atravesada de oeste a este por la carretera autonómica EX-203, que une Plasencia con la provincia de Ávila pasando por la mayoría de los municipios de la mancomunidad de La Vera.

## Servicios públicos

### Educación
El municipio cuenta con el CEIP Santa Ana y el IESO La Vera Alta.

### Sanidad
En sanidad pública, cuenta con su propio centro de salud. En sanidad privada, en 2013 estaban registradas en el municipio dos clínicas dentales.

## Patrimonio

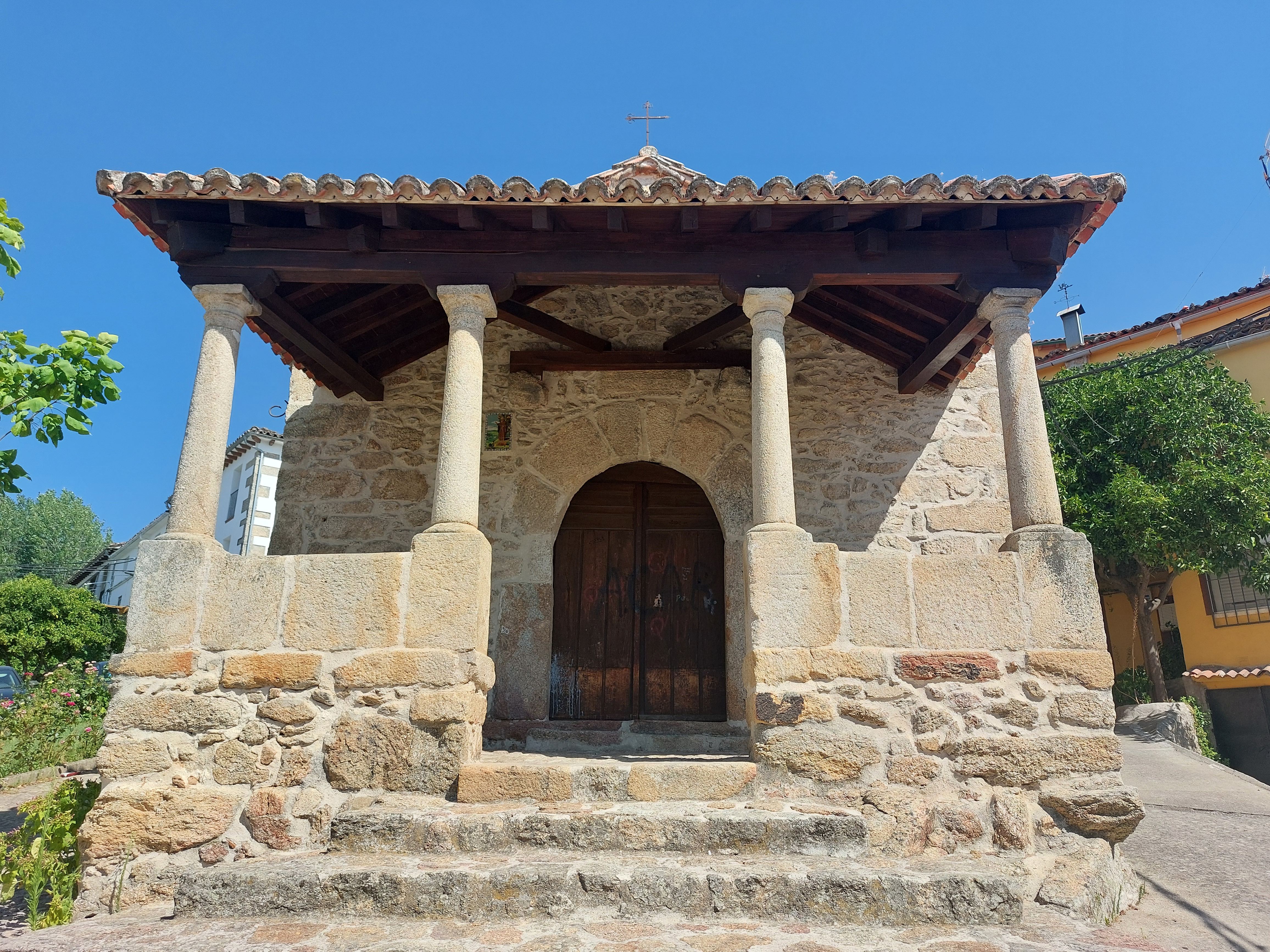
Ermita de San Antón

En 1982 fue declarado Conjunto Histórico-Artístico todo el municipio.
Además del casco antiguo del pueblo, que conserva muy bien la arquitectura tradicional verata, cabe destacar:
- Tesoro áureo de la Cañada de Pajares, yacimiento arqueológico de la Edad del Bronce
- La Plaza de Aniceto Marinas. De forma pentagonal, porticada.
- Iglesia parroquial católica bajo la advocación de la Inmaculada Concepción, en la Archidiócesis de Mérida-Badajoz, Diócesis de Plasencia, arciprestazgo de Jaraíz de la Vera.[23] Se inició su construcción en el siglo XVI y se finalizó en el XVII. En su interior destacan el retablo barroco churrigueresco y las imágenes de Santa Ana y San Antonio (realizada por el escultor y arquitecto Aniceto Marinas).
- Ermita de San Antón, ubicada en la calle del Barrio.Ermita del Cristo

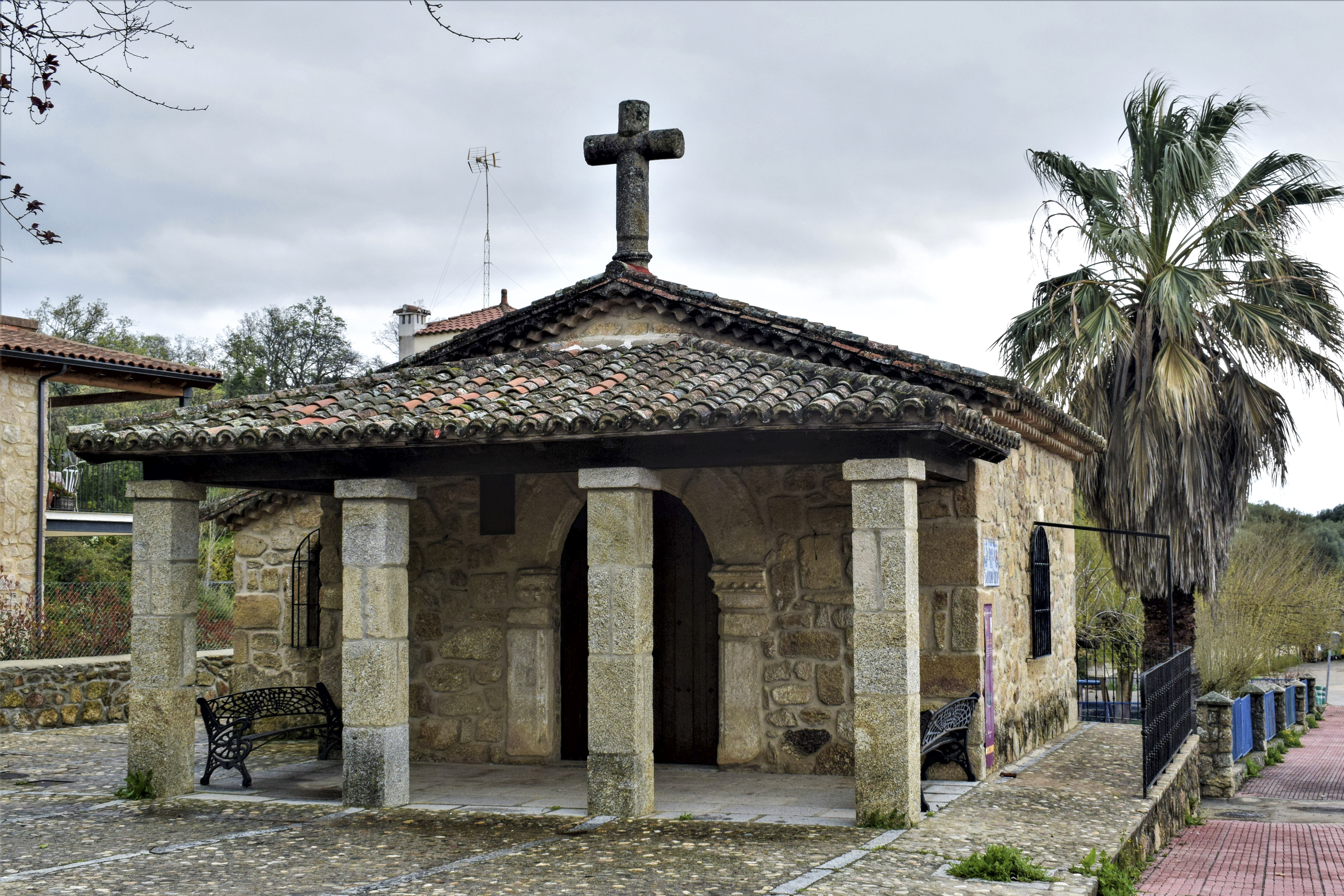
Ermita del Cristo

- Ermita del Cristo, situada en la avenida de la Vera, esquina Camino de la Fuente del Castañar. Ha sido reubicada y reconstruida recientemente.

## Festividades

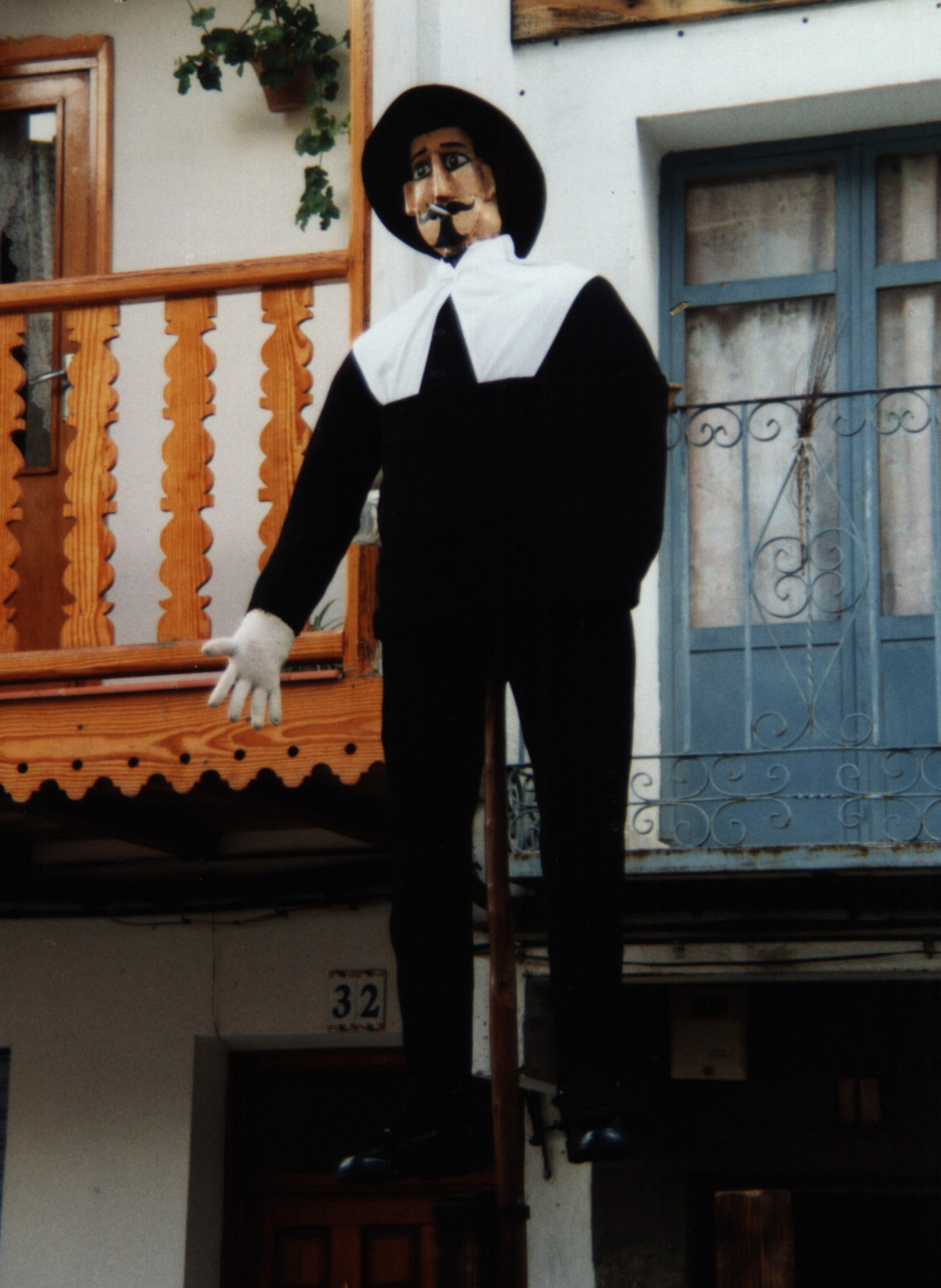
El Peropalo en la aguja

Sus fiestas patronales son el 26 de julio, Santa Ana.
Son de gran popularidad los carnavales, mejor conocidos como «El Peropalo», declarados Fiesta de Interés Turístico Regional.
Desde 2002 se viene celebrando cada primavera un encuentro de cultura popular llamado «Guitarvera», en el que participan diferentes pueblos de la zona y algunos de otras partes de España.

## Deporte
La asociación deportiva más destacable del municipio es la AD Cura Mora.